# Grand-bailliage de Gaildorf

Carte du Wurtemberg, 1927 - Le grand-bailliage de Gaildorf est situé en n°15

Le grand-bailliage de Gaildorf était une circonscription administrative du Royaume de Wurtemberg (sur la carte jointe n° 15), rebaptisée Kreis Gaildorf en 1934 et dissoute en 1938. La plupart des communautés sont venues dans le district de Backnang, les zones périphériques au nord et au sud ont été attribuées aux arrondissements de Hall et Gmünd.

## Histoire
Les terres ancestrales de la famille des Schenken von Limpurg étaient divisées entre les lignées Gaildorf et Sontheim depuis le XVe siècle. Lorsque les deux lignées s'éteignirent dans la lignée masculine en 1690 et 1713, un total de sept parties du pays naquit par division entre les deux ou cinq filles ayant le droit d'hériter, parties dont les propriétaires changeaient fréquemment par la suite. Le royaume du Wurtemberg a commencé à acheter des parties individuelles en 1780, et le reste est passé sous la souveraineté du Wurtemberg en 1806 avec la loi sur la confédération du Rhin. Le grand-bailliage de Gaildorf, formé en 1807, comprenait initialement six des sept parties du pays. En 1808, le bureau de Schmiedelfeld, jusque-là indépendant, est incorporé et divers petits changements de frontière ont lieu en même temps.
Les voisins du grand-bailliage, affecté au Cercle de la Jagst de 1818 à 1924, étaient les Grand-bailliages de Gmünd (de), Aalen, Ellwangen, Crailsheim, Welzheim, Hall (de), Weinsberg (de) et Backnang.